# فلای وان
فلای وان (انگلیسی: FLYONE) شرکت هواپیمایی ارزان‌قیمت در مولداوی است، که در سال ۲۰۱۵ تأسیس شد.